# Laský lužní les
Laský lužní les, hornolužicky Łazkowski niwowy lěs, německy Lasker Auenwald, je chráněné území zachovalého lužního lesa, jednoho z posledních dokladů typické krajiny Lužice. Chráněné území lužního lesa leží východně od obce Ralbic, severovýchodně od Budyšína v území nazývaném Delany/Niederland.

## Fauna a flora
Je rozložen na obou březích říčky Klášterní voda v Sasku, Německé spolkové republice. Má rozlohu 29 ha. a bylo založeno v roce 1961.
Charakteristická skladba rostlinných druhů zde je: dub letní, buk lesní, lípa malolistá, javor horský, olše lepkavá.
Z ptáků žijí v enklávě: žluva hajní, strakapoud velký, datel černý, ledňáček říční, puštík obecný, luňák červený, brhlík lesní, pěnice slavíková.

## Galerie

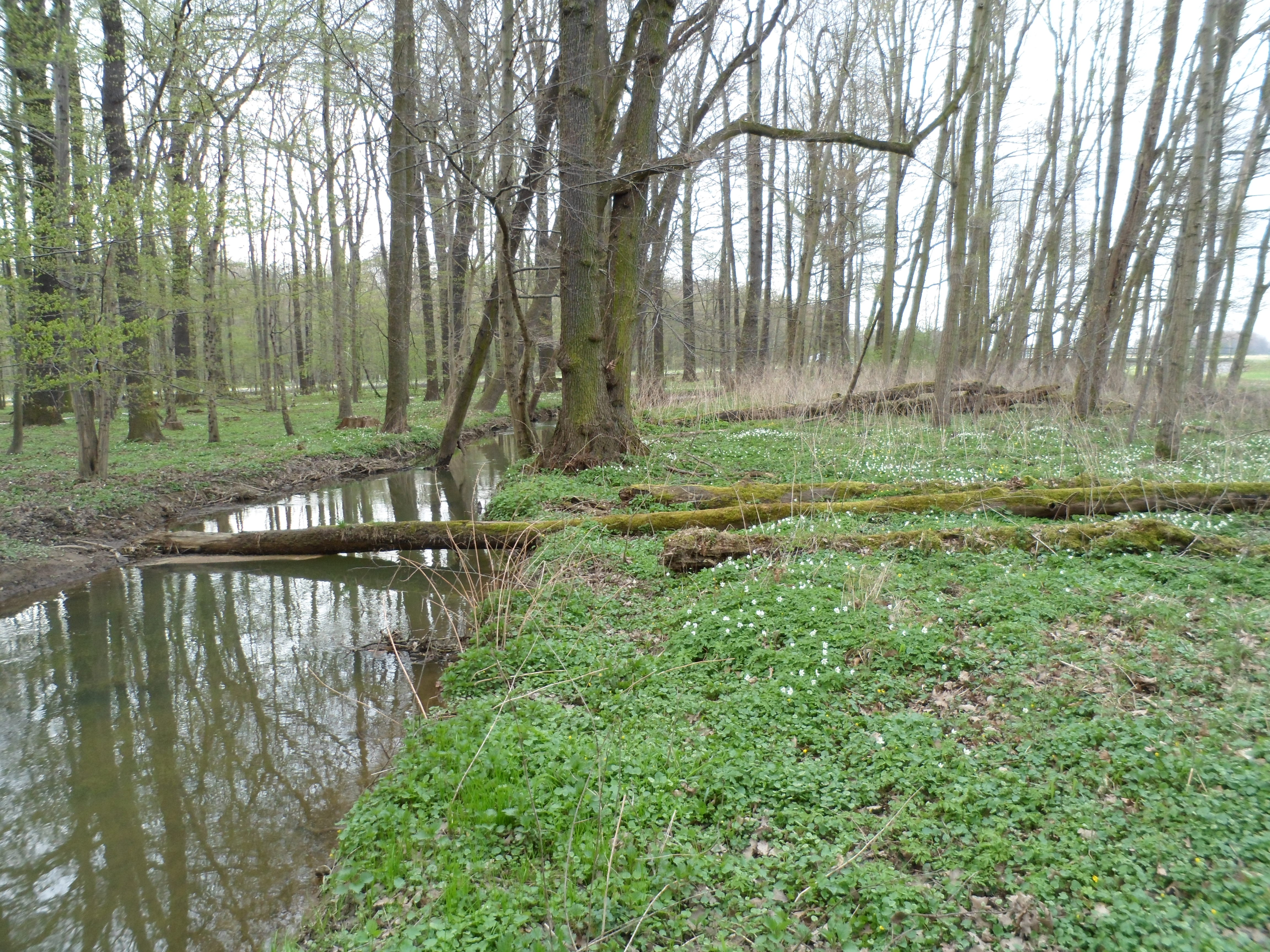
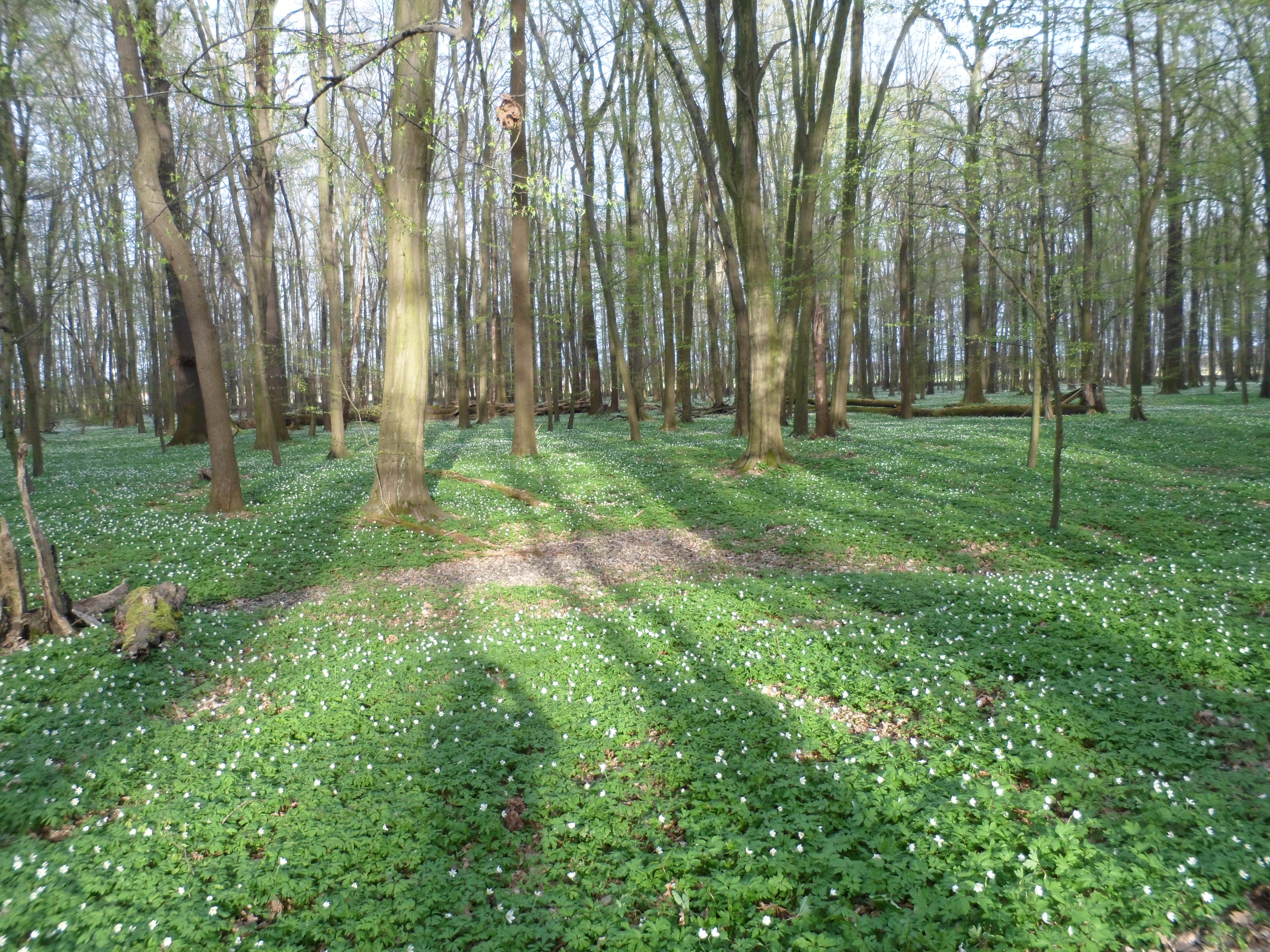
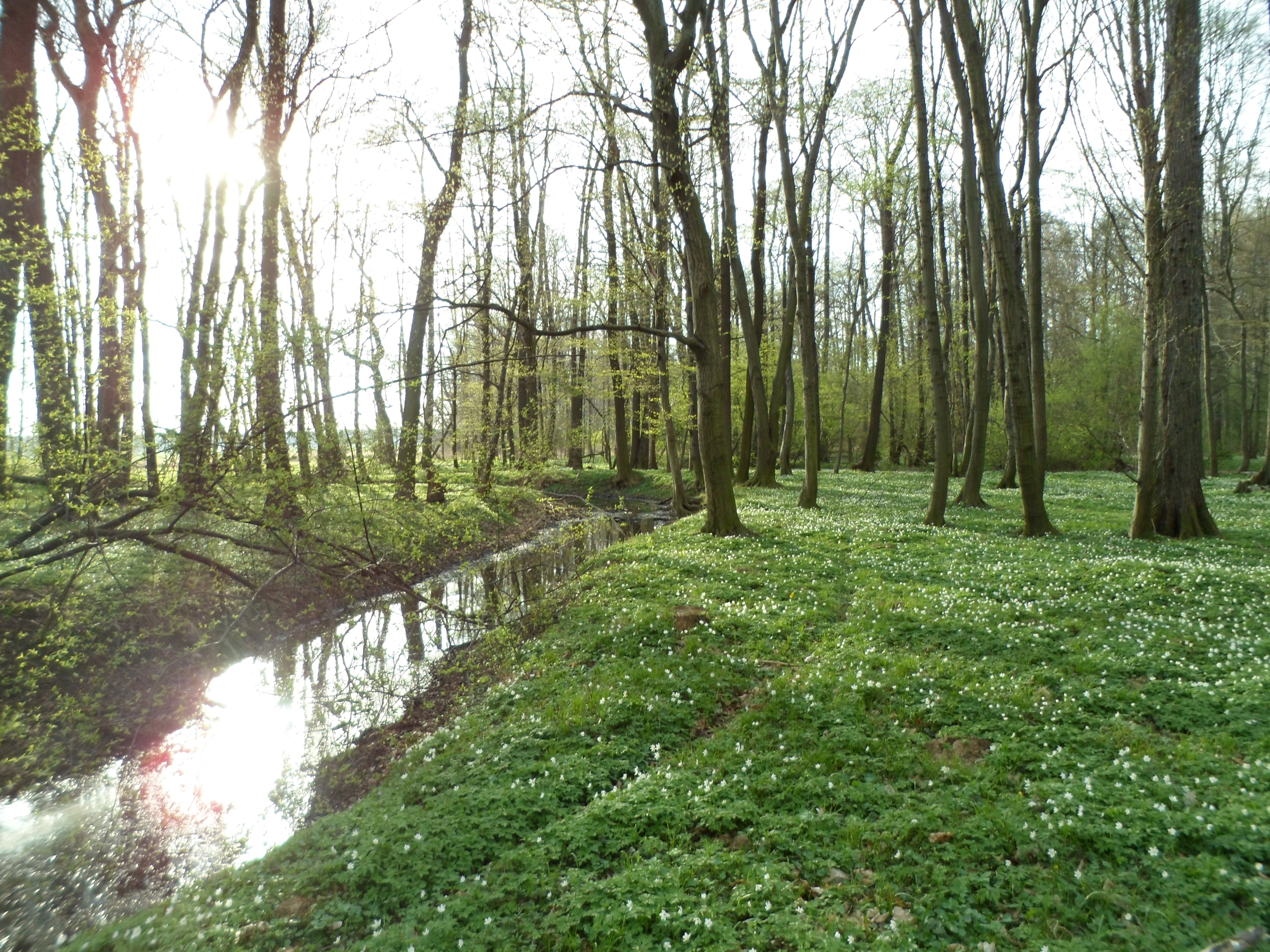